# اچ‌ام‌اس هپسر (۱۸۰۹)
اچ‌ام‌اس هپسر (۱۸۰۹) (به انگلیسی: HMS Hesper (1809)) یک کشتی است که طول آن ۱۰۸ فوت ۳ ۳⁄۴ اینچ (۳۳٫۰ متر) می‌باشد. این کشتی در سال ۱۸۰۹ ساخته شد.